# Светлоярский соляной купол
Светлоя́рский соляно́й ку́пол — геологическое образование (Соляной купол) на территории Прикаспийской низменности в Светлоярском районе на юго-востоке Волгоградской области. Включает месторождения полезных ископаемых солей — Светлоярское месторождение каменной (поваренной) соли, Светлоярское месторождение бишофита.

## Геология

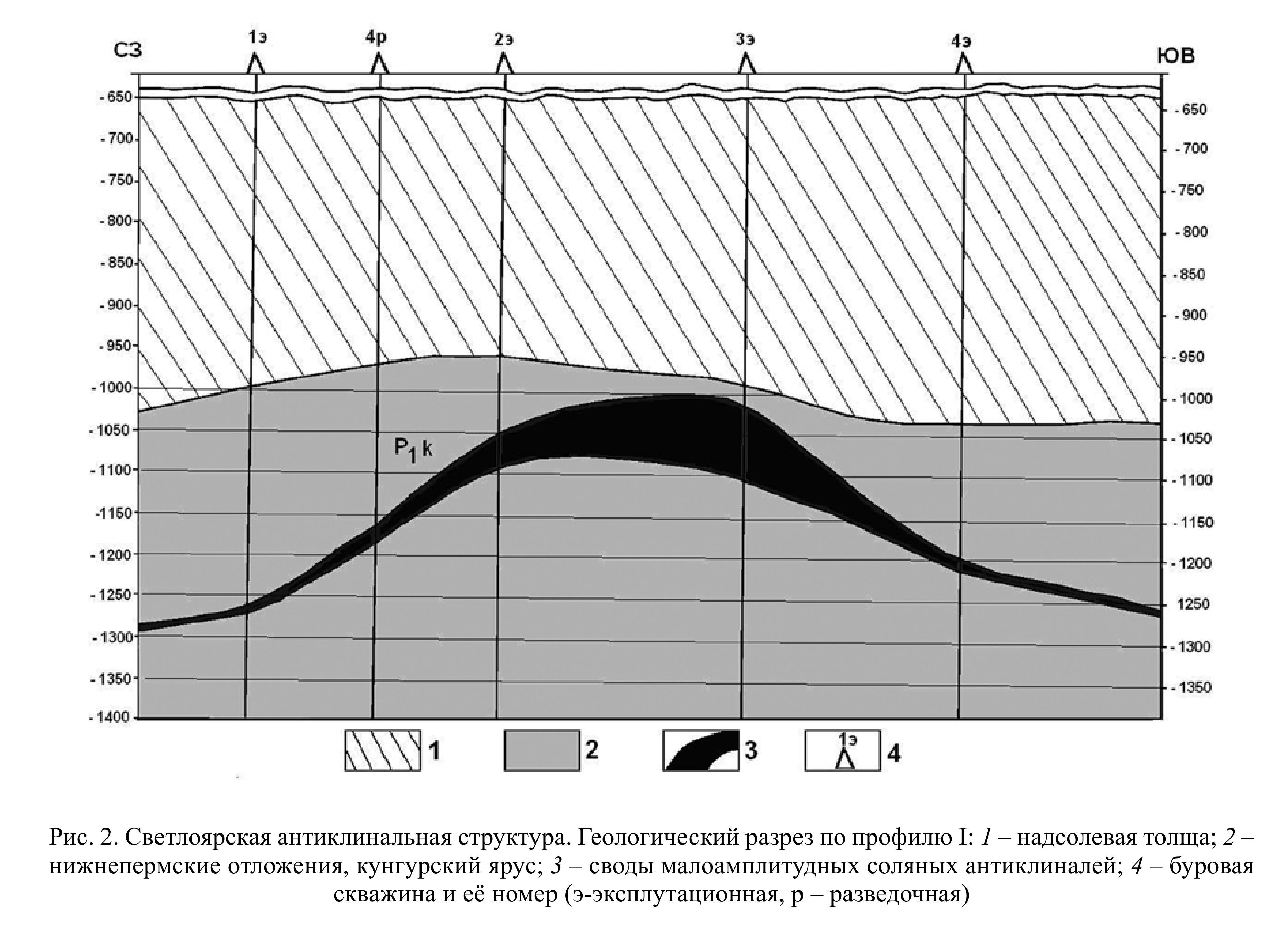
Светлоярская антиклинальная структура. Геологический разрез по профилю I: 1 — надсолевая толща; 2 — нижнепермские отложения, кунгурский ярус; 3 — своды малоамплитудных соляных антиклиналей; 4 — буровая скважина и её номер (э — эксплутационная, р — разведочная). Авторы: Свидзинский, Фёдоров, Московский.

Соляной купол представляет собой диапир — геологическое образование, связанное с соляной антиклиналью, составной частью входящей в ряд соляных куполов прибортовой зоны Прикаспийской синеклизы (одна из тектонических структур Прикаспийской низменности). Расположен в Светлоярском районе на юго-востоке Волгоградской области.
Купол поднимается со скоростью до 3—4 мм/год.

## Полезные ископаемые
К соляному куполу приурочено месторождение солей, где наряду с каменной солью (галит), выделяются калийная соль (сильвин), карналлит, полигалит и бишофит. Соли относятся к кунгурскому ярусу нижнего отдела пермской системы и залегают на глубинах от 930 до 2000 метров. В результате бурения установлено, что толщина солевых пластов достигает 620 метров. Верхняя часть продуктивной толщи представляет собой уникальный пласт магнезиальных солей — бишофита мощностью до 70—110 метров, основная же часть — каменная соль.
Светлоярское месторождение каменной соли Прикаспийского соленосного бассейна является одним из крупнейших в России — запасы составляют 1,1 миллиарда тонн.
В 1973 году Государственная комиссия по запасам апробировала запасы бишофита по непромышленной категории C2 в объёме 51,8 миллионов тонн.

## Добыча
В 1946 году в результате разведочного бурения на нефть и газ неподалёку от посёлка Светлый Яр специалисты обнаружили огромные запасы каменной соли. Дальнейшие поисково-разведочные работы начались в 1963 году, когда началось бурение скважин и строительство рассолопромысла.
С 1971 года осуществляется промышленная добыча каменной соли. Для этого используется метод подземного выщелачивания (подземного растворения) — в скважину в качестве растворителя закачивается вода, которая растворяет соль, образуя рассол. Добытый рассол затем выпаривается, а полученная соль перерабатывается.
Бишофит добывается пилотным способом, его разработка осложнена тем, что его месторождение расположено над месторождением каменной соли и одновременная добыча может повлечь обрушение скважин, предназначенных для добычи каменной соли.
Рассолопромысел расположен на территории 1,5 км² и состоит из ряда скважин глубиной до 1700 метров, в которых на глубине 1400—1640 метров и на расстоянии 250—330 метров друг от друга образованы камеры выщелачивания диаметром и высотой до 200 метров. Суммарный объём камер выщелачивания к 2020 году составил более 37 млн м³. Наблюдения показали, что непосредственно над скважинами происходит локальное оседание поверхности, которое достигает 119 мм за 4 года.
Изначально добычу рассола на месторождении осуществлял Каустик для собственных нужд. Часть сырья передавалось Химпрому, расположенному неподалёку. После распада СССР предприятия оказалась экономическими конкурентами, в результате чего Каустик систематически ограничивал поставки на Химпром. В 2007 году была создана отдельная компания для добычи рассола.